# 웬 아이가 보았네
《웬 아이가 보았네》는 2019년 10월 4일에 방영한 《KBS 드라마 스페셜 2019》 시리즈 중 두 번째 작품이다.

## 줄거리
얼핏 우락부락해 보이는 남자 양순호가 조용한 시골마을에 내려온다. 할아버지 집에서 자라고 있는 어린 소녀 동자는 마을의 작은 집에 숨어서 자기만의 작은 세상을 즐긴다. 어느날, 이곳에서 소녀는 그 남자의 진짜 모습을 보게 된다.

## 등장 인물

### 주요 인물
- 김수인 : 오동자 역 (아역 안세빈)
- 태항호 : 양순호 역

### 주변 인물
- 김기천 : 인복 역 - 동자의 할아버지
- 임형준 : 이장 역
- 진경 : 원미 역

### 그 외 인물
- 한승민 : 찬기 역
- 고재원 : 민우 역
- 정보미 : 은솔 역

## 참고 사항
- 텔레비전 드라마에서 보기 드문 성정체성을 다뤘으며, 이에 대해 나수지 피디는 “기본적으로 휴머니즘의 띤 가족극을 하고 싶었다. <거인의 정원>을 모티브로 드라마를 만들었다. 만약 순호라는 캐릭터가 자기정체성을 찾으려고만 하는 이야기였다면 이 이야기를 선택하지 않았을 것이다. 그런 점에서 정통 성소수자 문제의 이야기들과는 차별점이 있을 것이다.”고 밝히기도 했다.[1]